# ACBM
ACBM est une société d'édition, dont le siège est à Tallinn en Estonie, fondée à Paris en 1996 par Olivier Aichelbaum. Elle publie ou a publié différents titres en rapport avec l'informatique, les jeux vidéoludiques ainsi que plusieurs sites Internet en rapport avec ces titres.

## Le Virus informatique
Le Virus informatique est un magazine d'actualités francophone sur le monde de l'informatique à parution trimestrielle, dont Olivier Aichelbaum est le directeur de la publication et le rédacteur en chef. Il est parfois comparé à Hebdogiciel ou s'inspirant de 60 Millions de consommateurs et Le Canard enchaîné. Sa principale caractéristique est d'avoir toujours refusé de s'ouvrir aux annonceurs afin d'assurer son indépendance.

### Équipe
Plusieurs journalistes participent régulièrement à l'élaboration du contenu, Patrick Gueulle (électronique), Pas de Bill, Nick Larsen, Rastignac, RayXamber (jeux vidéo), entre autres plumes dont certaines depuis le début, ainsi que certains illustrateurs réguliers dont Bruno Bellamy (connu pour ses Bellaminettes), Filip Škoda (également auteur de Docteur Babilla et illustrateur de Lakaf affole le CAC) et François Ougen.

### Diffusion
Les dix-huit premiers numéros étaient au tarif de 10 francs (hors numéro spécial à 5 francs). Ce trimestriel est ensuite distribué au prix de 2 € (hors numéros spéciaux), jusqu'au deux derniers numéros vendus 1 € de plus, en version papier, chez les marchands de journaux de Belgique, Canada, Côte d'Ivoire, France (sauf Nouvelle-Calédonie), Liban, Luxembourg, Maroc, Suisse et Tunisie ou par correspondance en passant par la société Journaux.fr. Les numéros sont également téléchargeables en version numérique, les prix et présences de mesures techniques de protection variant au gré des différentes plates-formes listées sur leur site.

### Reprise en 2016
Le 12 février 2016, soit près de douze ans après la publication du dernier numéro, le vingt-septième numéro du magazine est en kiosque, toujours vendu deux euros. Siégeant désormais en Estonie (lire l'article à ce sujet dans ce numéro 27 du Virus informatique), le magazine semble reprendre une parution plus régulière, désormais trimestrielle, en annonçant dès le 1er juin 2016 la parution du numéro 28. En septembre, le vingt-neuvième numéro a été publié, confirmant la reprise d'une publication régulière. Depuis, le magazine est devenu trimestriel et sa parution est devenue régulière : en mars 2018, le trente-cinquième numéro était en vente. La version papier est doublée d'une version numérique disponible sur plusieurs plates-formes de vente. Certains articles du journal sont publiés en ligne sous licence Creative Commons Attribution-NonCommercial-NoDerivatives 4.0 International License.

### Financement participatif
En 2020, les difficultés du distributeur Presstalis contraignent ACBM d'organiser une campagne de financement participatif, sur la plate-forme Ulule afin d'assurer la réalisation du numéro 44 sans avoir pu récupérer les bénéfices du numéro 43. Cette courte campagne, de deux semaines, se clôture avec succès le 12 juin 2020 en dépassant amplement le premier palier fixé à 10 000 € de 6 409 €. Si proche du deuxième palier à 20 000 € qui permettrait l'impression et la diffusion de la version papier, ACBM décide de prolonger la collecte de fonds, en maintenant les contreparties. Cette prolongation n’a pas permis d'atteindre le nouvel objectif. Cependant, malgré les 400 € manquants, ACBM prend la décision d'imprimer tout de même le numéro. La date de sortie a été plusieurs fois reportée pour attendre que le circuit de distribution soit à nouveau opérationnel et que la filiale import-export du distributeur soit recréée. C'est finalement un numéro double qui paraît, début octobre 2020, suivi de quatre autres numéros avant d'annoncer un nouvel arrêt de publication.

## Les Puces informatiques
Informations sur les vieux ordinateurs et petites annonces gratuites.

## Pirates Mag’
Informations sur les failles de sécurité, risques liés aux virus informatiques, hacking.

## Pocket Videogames
Informations sur les consoles (de jeux vidéo) de poche.

## Cessations de parution
Le Virus informatique a connu plusieurs épisodes de cessation de parution. En effet, la commission paritaire, qui donne le droit de publication afin de bénéficier de la TVA réduite et d'une réduction sur les tarifs postaux, a retiré plusieurs fois l'agrément pour l'une ou l'autre des publications d'ACBM,.
La dernière en date a été le retrait de l'agrément pour le magazine Pirates Mag’, auquel la commission reprochait d'inciter au piratage informatique et de ne pas présenter de caractère d'intérêt général. Les défenseurs de cette publication ont objecté que le magazine avertissait pourtant des peines encourues en cas de piratage. La revue a déposé devant le Conseil d'État un recours, qui a été rejeté, contre la décision de la commission paritaire. Finalement, la rédaction a décidé de publier à nouveau le journal Pirates Mag’ avec le sous-titre comment s'en protéger et de faire une nouvelle demande de numéro de commission paritaire qui a été acceptée.

## Imprimeries
Lors de la reprise en 2016, ACBM change d'imprimeur. Le choix se porte sur la société « L'imprimerie », située à Tremblay-en-France, en utilisant du papier recyclé et de l'encre ne nécessitant pas d'eau, ni d'additifs chimiques, ni l'utilisation d'un sécheur. Le format de 23 cm sur 30 cm et le prix de vente sont conservés au détriment de la qualité des couleurs et de l'imperfection des bordures. Une exception est faite, en été 2019, pour le numéro spécial 40S qui bénéficie d'une impression multicolore réalisée  en Estonie par Printall (et) » (appartenant au groupe international Ekspress (et)).